# Onciale 0187
- Papyrus
- Onciale
- Minuscules
- Lectionnaire

Le Codex 0187, portant le numéro de référence 0187 (Gregory-Aland), est un manuscrit du Nouveau Testament sur parchemin écrit en écriture grecque onciale.

## Description
Le codex se compose d'une folio. Il est écrit en deux colonnes, de 26 lignes par colonne. Les dimensions du manuscrit sont 24 x 18 cm. Les paléographes datent ce manuscrit du VIe siècle,.
C'est un manuscrit contenant le texte incomplet de la Évangile selon Marc (6,30-41). 
Le texte du codex représenté est de type mixte. Kurt Aland le classe en Catégorie III. 
Le manuscrit a été examiné par Adolf Deissmann et Guglielmo Cavallo.

## Lieu de conservation
Il est actuellement conservé à l'Université de Heidelberg (Pap. 1354) de Heidelberg.